# C14H28
化学式C14H28（摩尔质量：196.37 g/mol）可指：
- 环十四烷，CAS号：295-17-0
- 十四烯
  - 1-十四烯，CAS号：1120-36-1

|  | 这个同类索引页列出了具有相同分子式的化学物（即同分異構體）条目。 除非您是有意链接至本页，否则应将相应条目的内部链接指向正确的条目。 |